# Bubuti
Bubuti ist eine Form des Handels, Tausches bzw. einer formalisierten Nachbarschaftshilfe auf den Atollen des Inselstaates Kiribati im Pazifik.
Das Wort 'buti' heißt eigentlich 'Bitte'. Durch die Verdoppelung wird es verstärkt: 'bubuti'. Der Ausdruck wird nie leichtfertig verwendet.
Wenn ein Inselbewohner etwas Bestimmtes benötigt, kann er an einen anderen Inselbewohner herantreten, und diesen ersuchen, ihm den benötigten Gegenstand zu geben. Ein Bubuti ist traditionsgemäß unabweisbar – vorausgesetzt, es ist legitim. Wenn jemand versucht, ein Bubuti zu missbrauchen, kann die Bitte jedoch durchaus abgewiesen werden.
Prinzipiell kann jemand, der eine Bitte abweist, leicht als hartherzig gelten, und das verträgt sich schlecht mit den in Kiribati gültigen Normen.
Eine Bitte um einen Gegenstand muss nicht unbedingt zur (permanenten) Übereignung des Gegenstandes führen. Die Bitte um den Gegenstand kann – dem jeweiligen Kontext entsprechend – auch die Bitte sein, den Gegenstand auszuleihen.
Derjenige, der sein Eigentum einem anderen überlassen hat, kann nun zu einem anderen Zeitpunkt zu diesem gehen, und ihn z. B. mit der Formel: „Ich bubuti deine Schaufel“ um eine Schaufel ersuchen. Auch dieser Bitte muss stattgegeben werden.
Dabei wird dem jeweiligen Gegenstand kein objektiver Geldwert zugemessen, sondern der Wert richtet sich nach dem subjektiven Bedürfnis oder auch einer Vorliebe des Bittenden. Einer der Vorteile des Bubuti mag wohl sein, dass in einer Welt knapper Ressourcen nicht jeder Einzelne einen bestimmten Gegenstand besitzen muss, um ihn nutzen zu können.